# Brian Bates
Brian Bates (* 3. November 1944) ist ein britischer Psychologe.

## Leben
Bates wurde in England geboren und wuchs dort auf. Heute lebt er in der ländlichen Gegend von Sussex im Süden Englands. Bates studierte an der University of California, Berkeley und in Oregon. Er war als Verhaltenswissenschaftler am Stanford Research Institute und an der Cambridge University tätig. Er ist Professor für Psychologie an der University of Brighton und leitet das Forschungszentrum für Schamanismus an der University of Sussex.

## Werke
- The Way of Wyrd –  tales of an Anglo-Saxon sorcerer; Harper & Row, San Francisco, 1983, ISBN 0-06-250040-6
  - Deutsch: Wyrd – der Weg eines angelsächsischen Zauberers; übersetzt von Johannes Wilhelm. Dianus-Trikont-Verlag, München, 1984, ISBN 978-3-88167-103-3
- The Way of the Actor, Century, London, 1986, ISBN 0-7126-1219-X
  - Deutsch: Der Spieler und der Zauberer: der Schauspieler als moderner Schamane; übersetzt von Hans Jürgen Baron von Koskull, Goldmann Verlag, München, 1989, ISBN 978-3-442-11890-8
- The Human Face (mit John Cleese); Hrsg.: Joanne Osborn; Dorling Kindersley, New York, 2001, ISBN 0-7894-7836-6
  - Deutsch: Gesichter: das Geheimnis unserer Identität; vgs, 2001, ISBN 978-3-8025-1462-3
- The real Middle-earth : exploring the magic and mystery of the Middle Ages, J.R.R. Tolkien and "The Lord of the Rings" ; Palgrave Macmillan, New York, 2003, ISBN 1-4039-6319-3